# KSZO Ostrowiec Świętokrzyski
El KSZO Ostrowiec Świętokrzyski es un club de fútbol de la ciudad de Ostrowiec Świętokrzyski, en Polonia, fundado en 1929. Actualmente juega en la III Liga, la cuarta categoría del fútbol polaco.

## Historia
Inicialmente existía en la ciudad un club llamado Ostrovia. Se estableció entre 1922 y 1924 y se disolvió en 1926. El KSZO se estableció en 1929, y al cabo de dos años se inició la construcción del estadio del club, finalizado en 1934. Como resultado de la invasión alemana de Polonia, las actividades del club cesaron en 1939, reanudándose al concluir la Segunda Guerra Mundial en 1945. Entre 1949 y 1956, el club fue rebautizado como Stal Ostrowiec Świętokrzyski.
Después de militar en las categorías semiprofesionales del sistema de ligas de Polonia, el KSZO debutó en la Ekstraklasa en la temporada 1997/18, aunque finalizando en penúltima posición. Regresó a primera división en la campaña 2001/02, logrando la permanencia tras la victoria sobre el Górnik Łęczna. No obstante, los problemas financieros motivaron la salida masiva de un gran número de jugadores del equipo, forzando al KSZO a emplear canteranos y finalizando nuevamente penúltimo en liga, por delante del Pogoń Szczecin. El club sufrió un descenso administrativo de la I Liga durante la temporada 2003/04 debido a las deudas, desencadenando la fusión con otro equipo de la región, el KS Stasiak Ceramika Opoczno. En 2012, el club se declaró oficialmente en quiebra, si bien ese mismo año se reorganizó con el mismo nombre y escudo, adoptando la nueva nomenclatura KSZO 1929 Ostrowiec Świętokrzyski.

## Estadio
Juega sus partidos como local en el Estadio Municipal KSZO, con capacidad para 8,500 personas.

## Colores
Los colores tradicionales del GKS Bełchatów son el naranja y el negro.

## Jugadores

### Jugadores destacados
- Janusz Jojko
- Mariusz Jop
- Piotr Gierczak
- Arkadiusz Bilski
- Dariusz Brytan
- Przemysław Cichoń
- Cezary Czpak
- Jacek Dąbrowski
- Tomasz Dymanowski
- Piotr Gierczak
- Sérgio Batata
- Sunday Ibrahim
- Maxwell Kalu
- Aidas Preikšaitis

## Palmarés

### Torneos nacionales
- No ha ganado ninguno hasta el momento
- En 1997 y 2001 es subcampeón de la II Liga.
- En 1996 y 1999 es subcampeón de la Copa de Polonia.